# Myszołów preriowy
Myszołów preriowy (Buteo swainsoni) – gatunek ptaka z rodziny jastrzębiowatych (Accipitridae). Zamieszkuje Amerykę Północną, ale zimuje głównie w Ameryce Południowej. Nie wyróżnia się podgatunków.

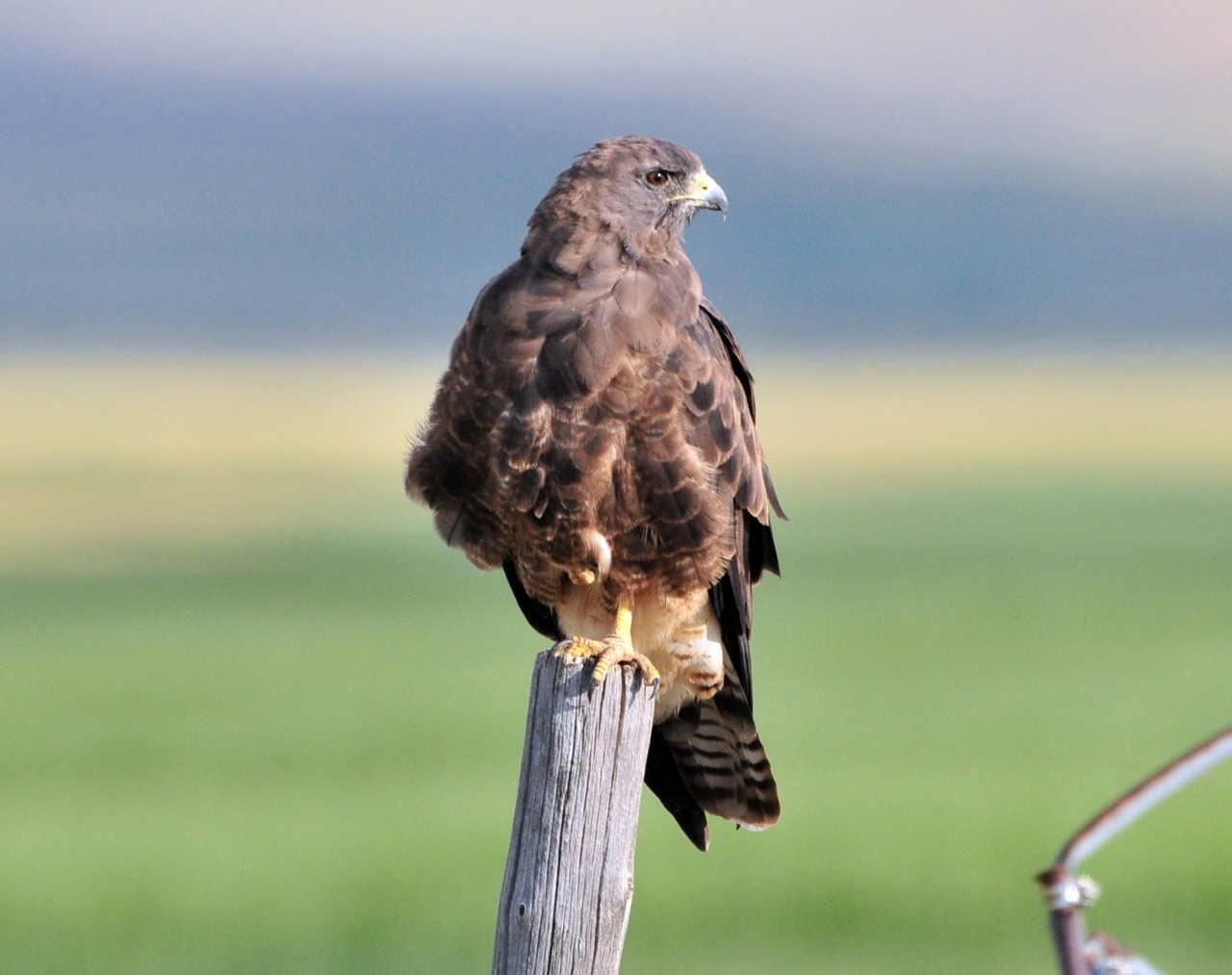
Odmiana ciemna

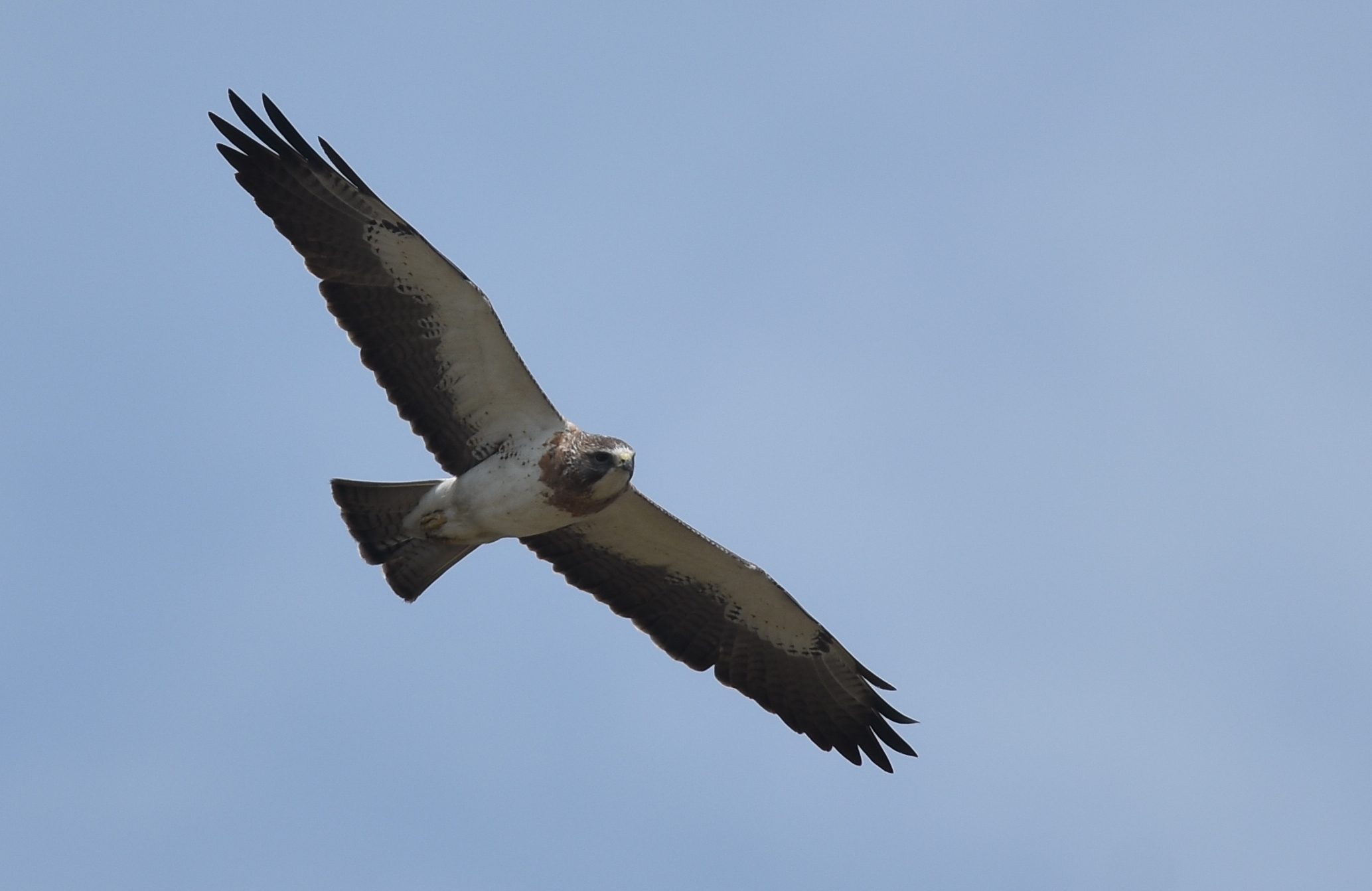
Odmiana jasna w locie

WyglądDługość ciała 48–56 cm. Masa ciała 693–1367 g. Znane są dwie odmiany barwne:
- Odmiana jasna: Wierzch ciała brązowy, ogon szarobrązowy z 5–7 ciemnymi paskami; białe gardło, pierś brązowa, boki, brzuch oraz nogi kremowe; skrzydła od spodu białe, lotki ciemne.
- Odmiana ciemna: Spód skrzydeł płowy, reszta ciała ciemna.

Podczas krążenia w powietrzu skrzydła w kształcie litery V. Podczas czatowania złożone skrzydła wystają poza ogon.
Zasięg, środowiskoZachodnia i środkowa Ameryka Północna – od Alaski na południowy wschód do Minnesoty w USA i na południe do Meksyku. Zimuje głównie w Ameryce Południowej, zwłaszcza w północnej Argentynie, południowej Brazylii, Paragwaju i Urugwaju; niektóre ptaki zimują na południu i zachodzie USA, w Meksyku i Ameryce Centralnej. Występuje na terenach otwartych, w tym na sawannach, łąkach, stepach i gruntach uprawnych, a także na otwartych terenach leśnych.
PożywienieŻywi się małymi ssakami, ptakami, jaszczurkami, wężami, płazami i owadami, zwłaszcza konikami polnymi.
RozródGniazdo umieszcza zwykle na drzewie, często w strefie nadrzecznej, ale także na izolowanych drzewach lub w zagajnikach na terenach otwartych, w tym na terenach rolniczych; czasem buduje gniazdo na słupach energetycznych, w zaroślach lub na ziemi. Gniazdo jest platformą wykonaną z patyków z gałązkami, chwastami lub trawą, wewnątrz wyłożone jest kawałkami kory i zielonymi liśćmi z okolicznych drzew, niektóre są ozdobione kwiatostanami wierzb, porostów lub puchem czy piórami. W zniesieniu 2–4 jaja (najczęściej 2), są one początkowo bladoniebieskawobiałe lub zielonkawobiałe i zwykle lekko nakrapiane różnymi odcieniami brązu. Inkubacja trwa około 28–31 dni i zajmują się nią oboje rodzice, podobnie jak później karmieniem piskląt. Młode są w pełni opierzone po 28–35 dniach od wyklucia.
StatusMiędzynarodowa Unia Ochrony Przyrody (IUCN) uznaje myszołowa preriowego za gatunek najmniejszej troski (LC – least concern) nieprzerwanie od 1988 roku. Trend liczebności populacji uznaje się za stabilny.